# Psychométrie computationnelle
La psychométrie computationnelle est un domaine interdisciplinaire émergent qui au sens large désigne l'utilisation de l'informatique, de l'apprentissage automatique, de la modélisation et plus récemment de l'intelligence artificielle pour évaluer l'état psychologique d'une personne ou d'un groupe, éventuellement dans une situation particulière (par exemple d'apprentissage, de stress aigu, de catastrophe), et le cas échéant pour agir (ou rétroagir) sur cet état par des stimuli (ou réponses) appropriés. La psychométrie computationnelle étudie ou manipule les rétroactions dites « exploitables » et significatives des individus. Ces rétroactions sont évaluées d'après des mesure et des analyses des différences inter-individuelles acquises dans des enquêtes portant sur des domaines spécifiques. 
Les usages de cette discipline posent pour certains des questions éthiques, car le profilage psychologique fin permis par ces nouveaux moyens peut être ensuite utilisé pour psychologiquement manipuler des personnes ou des groupes entiers.
Ce domaine fusionne celui de  la psychométrie traditionnelle (avec ses bases et modèles théoriques d'apprentissage et avec les sciences cognitives) au domaine de la modélisation informatique ici basée sur l'intelligence artificielle (IA) appliqué à un apprentissage automatique à large échelle, à partir de grands ensembles de données (big data).
Dans ce champ les données sont essentiellement biométriques et relatives à la psychologie d'individus ou de groupes.
Ce domaine intéresse notamment les sciences et domaines de l'apprentissage, de l'éducation, avec des concepts émergents tels que l'éducation numérique, l'apprentissage holistique, de l'évaluation psychologique, de l'évaluation des compétences, des connaissances et des capacités d'apprenants, ou encore dune éventuelle (future) aide aux élèves décrocheurs assistée par une IA. 

Mais à la suite notamment d'usages détournés, malveillants et/ou irresponsables de cette discipline (par exemple secrètement mise au service de lobbys, de fraude électorale ou de stratégies d'influence) elle est également controversée.

## Histoire
La Psychométrie computationnelle est une « discipline » récente, qui a émergé dans les années 2020 environ.
Elle résulte de plusieurs phénomènes apparus conjointement :
- un accès de plus en plus facile à de vastes ensembles de données psychométriques, dans des formats accessibles et de plus en plus interopérables ;
- une forte croissance de la puissance informatique ;
- une généralisation de l'accès aux application informatiques en cluster et dans le nuage ;
- le développement d'instruments de plus en plus sensibles de collecte d'informations biométriques ;
- Ce contexte a permis l'analyse rapide de bases de données de plus en plus volumineuses et ainsi d'élargir l'échelle et la portée des domaines d'enquête et de modélisation psychométriques traditionnels.

## Multidisciplinarité
L'approche computationnelle de la psychométrie implique une mulipluridisciplinarité. 

Les scientifiques impliqués ont une expertise en construction et gestion de base de donnée, en intelligence artificielle, apprentissage automatique, apprentissage profond et modélisation de réseaux neuronaux, traitement du langage naturel, mathématiques et statistiques, psychologie développementale et cognitive, informatique, science des données, sciences de l'apprentissage, réalité virtuelle et augmentée, et psychométrie traditionnelle .[réf. nécessaire]

## Intelligence artificielle psychométrique
L' intelligence artificielle psychométrique (ou PAI) implique l'utilisation d'évaluations développées de manière psychométrique, telles que des tests d'intelligence et des tests de style de pensée, à résoudre de manière algorithmique par un agent artificiel. L'objectif de PAI est de mettre à l'épreuve les mécanismes de conception et de traitement proposés par les chercheurs en IA afin d'obtenir des connaissances à partir de systèmes cognitifs artificiels et naturels.

## Applications
La psychométrie computationnelle est en évolution constante, avec les progrès de la puissance informatique et l'évolution de l'intelligence artificielle.
Elle intègre des composants théoriques et propose un grand nombre d'applications, par exemple basées sur la théorie de la réponse aux items, la théorie des tests classiques, les approches bayésiennes à la modélisation , l'acquisition de connaissances et la production de modèles psychométriques de réseau,.
La psychométrie informatique étudie la base informatique de l'apprentissage et de la mesure des traits (compétences, connaissances, capacités, attitudes et traits de personnalité) via la modélisation mathématique, l'apprentissage intelligent et les systèmes virtuels d'évaluation.
La simulation informatique de données complexes à grande échelle permet de dépasser certaines des limites de la psychométrie traditionnelle.
Des travaux récents ont porté sur des constructions difficiles à mesurer, dont par exemple la résolution collaborative de problèmes,,, le travail d'équipe et la prise de décision.
La psychométrie computationnelle permet aussi d'évaluer la complexité sociale. Des concepts tels que les systèmes complexes et l'émergence sont pris en compte dans l'étude de l'assemblage et de la performance des équipes.
Dans les domaines de la recherche psychologique et médicale, des modèles informatiques basés sur des résultats expérimentaux améliorés par la technologie sont développés. Les domaines d'enquête actifs incluent par exemple les problèmes cognitifs, émotionnels, comportementaux, diagnostiques et de santé mentale, souvent en s'appuyant sur les capacités émergentes des capteurs biométriques et multimodaux, de la réalité virtuelle et augmentée, de l'informatique affective (affective computing en anglais, qui porte sur les techniques permettant de reconnaître, d’exprimer, de synthétiser et modéliser les émotions humaines), etc.

## Controverses
Depuis le scandale Facebook-Cambridge Analytica / AggregateIQ, et la mis à jour de la plateforme « intelligente » Ripon secrètement utilisée pour artificiellement orienter, les résultats des dizaines d'élections (ex. : élection de Donald Trump) et référendums (ex. : Brexit) dans le monde), certains les usages (et mésusages fréquents) de cette discipline sont controversés.
Diverses enquêtes journalistiques et institutionnelles ont montré que la psychométrie computationnelle a servi à fausser un grand nombre d'élections dans des dizaines de pays. En mars 2023, l'Unesco a proposé un moratoire sur le développement de l'intelligence artificielle.